# ルーク・ウィルクシャー
ルーク・ウィルクシャー（Luke Wilkshire, 1981年10月2日 - ）は、オーストラリア・ウロンゴン出身の元同国代表サッカー選手、指導者。ポジションはDF (右SB)。

## 来歴
ディフェンシブハーフ以外にもサイドバックやウイングでプレーする万能型の選手で現代的なプレーヤーとフース・ヒディンクは評した。
AISに入り、その後ミドルズブラFCの下部組織に入団。2001-02シーズンからトップチームに昇格するもあまり出場機会がなく、フットボールリーグ1のブリストル・シティFCに移籍。2006 FIFAワールドカップの活躍からアヤックス、PSVといったエールディヴィジの名門から関心が持たれたものの、FCトゥヴェンテに3年契約で加入。
2008年8月26日、200万ユーロの移籍金でFCディナモ・モスクワへ移籍した。
2014年8月1日、フェイエノールトに1年契約で加入した。当初スタメンでプレーするも、自身の出場停止や負傷によるチャンスを活かしたリック・カルスドルプにポジションを奪われた。出場試合数条件を満たして契約は1年自動延長されたが、2015年夏のプレシーズンも怪我で調整が出遅れたため、クラブとの話し合いの末に契約解除が決まった。
2016年8月31日にロシア・プレミアリーグのFCテレク・グロズヌイを退団し、FNLに降格したディナモ・モスクワに1年契約で復帰した。
2017-18シーズンよりシドニーFCへ加入し母国へ復帰すると、右サイドバックのレギュラーとしてリーグ戦25試合に出場。Aリーグの年間ベストイレブンに選出される。
翌シーズンからは地元へ戻り、ユース時代の古巣であるウーロンゴン・ウルヴスFCへ復帰することが発表された。

## 代表歴

### 出場大会
U-20 オーストラリア
U-23 オーストラリア
- アテネオリンピック・オーストラリア代表 (ベスト8)

オーストラリア代表
- 2004年10月9日 - A代表初出場 - ソロモン諸島代表戦
- 2005年 コンフェデレーションズカップ (グループリーグ敗退)
- 2006年 ワールドカップ (ベスト16)
- 2007年 アジアカップ (ベスト8)
- 2009年11月14日 - A代表初ゴール - オマーン代表戦

### 試合数
- 国際Aマッチ 80試合 8得点（2004年-2014年）[8]

| オーストラリア代表 | 国際Aマッチ | 国際Aマッチ |
| 年                 | 出場        | 得点        |
| ------------------ | ----------- | ----------- |
| 2004               | 2           | 0           |
| 2005               | 4           | 0           |
| 2006               | 7           | 0           |
| 2007               | 8           | 0           |
| 2008               | 10          | 0           |
| 2009               | 7           | 1           |
| 2010               | 12          | 2           |
| 2011               | 16          | 3           |
| 2012               | 7           | 1           |
| 2013               | 6           | 1           |
| 2014               | 1           | 0           |
| 通算               | 80          | 8           |

## タイトル

### 代表
U-20オーストラリア
- OFC U-20選手権 : 2001

オーストラリア
- OFCネイションズカップ : 2004

### 個人
- Aリーグ・ベストイレブン (RB) : 2017-18